# ГЕС-ГАЕС Хатанагі I
ГЕС-ГАЕС Хатанагі I (畑薙第一発電所) — гідроелектростанція в Японії на острові Хонсю. Знаходячись між ГЕС Акаіші (40,5 МВт, вище по течії) та ГЕС Хатанагі II, входить до складу каскаду на річці Оі, яка на східному узбережжі острова впадає до затоки Суруга (Тихий океан).
Для створення верхнього резервуару станції Оі перекрили бетонною гравітаційною греблею Хатанагі І висотою 125 метрів та довжиною 292 метра, яка потребувала 597 тис. м3 матеріалу. Вона утримує водосховище з площею поверхні 2,5 км2 та об'ємом 107,4 млн м3, з яких 80 млн м3 відносяться до корисного об'єму.
Як нижній резервуар використовується водосховище наступної станції каскаду. Воно утворене бетонною гравітаційною греблею Хатанангі ІІ висотою 69 метрів та довжиною 171 метр, котра потребувала 155 тис. м3 матеріалу. Вона утримує сховище з площею поверхні 0,45 км2 та об'ємом 11,4 млн м3 (корисний об'єм 3,6 млн м3).
Через три напірні водоводи довжиною по 0,11 км зі спадаючим діаметром від 4,1 до 3,2 метра ресурс надходить до пригреблевого машинного залу. Тут встановлено три оборотні турбіни типу Френсіс загальною потужністю 142,6 МВт (номінальна потужність станції рахується як 137 МВт), котрі використовують напір у 101,2 (агрегат № 1), або 101,7 (агрегати № 2-3) метра.